# Jiří Červa
Jiří Červa (ur. 11 czerwca 1943 w Mnichovie Hradiště) – czechosłowacki kierowca wyścigowy.

## Kariera
W 1970 uczestniczył w rajdach w klasie A1, zaś w 1972 roku rywalizował w autocrossie. Następnie uczestniczył w wyścigach samochodowych. W 1976 roku triumfował w Pucharze Pokoju i Przyjaźni, natomiast rok później był trzeci. W latach 1979–1980 wywalczył ponadto drugie miejsce w klasyfikacji, a trzeci był jeszcze ponadto w latach 1981 i 1984–1985. W 1978 roku zajął drugie miejsce w mistrzostwach Czechosłowacji w klasyfikacji Formuły Easter, natomiast w 1983 roku zdobył tytuł mistrzowski.
Żonaty, ma dwoje dzieci.